# کیسه‌موش بینی‌باریک
کیسه‌موش بینی‌باریک (نام علمی: Planigale tenuirostris) نام یک گونه از سرده کیسه‌موش‌ها است.